# Aethalopteryx schoorli
Aethalopteryx schoorli is een vlinder uit de familie van de Houtboorders (Cossidae). De wetenschappelijke naam van deze soort is voor het eerst gepubliceerd in 2020 door Roman Viktorovitsj Jakovlev.
De soort is vernoemd naar de Nederlandse entomoloog Pim Schoorl die veel onderzoek heeft verricht naar de Houtboorders.
De spanwijdte bedraagt 53 millimeter.
De soort komt voor in Sierra Leone.